# Raróg (góra)
Raróg (745 m n.p.m.) – wzniesienie w Sudetach Środkowych w Górach Kamiennych, w północno-środkowej części pasma Gór Suchych.

## Położenie
Wzniesienie położone jest na południowy zachód od miejscowości Głuszyca Górna, w środkowo-północnej części Gór Suchych. Jest to góra w kształcie spłaszczonego stożka, o stromych zboczach z kopulastą częścią szczytową.
Jest to wzniesienie zbudowane ze skał wylewnych – melafirów (trachybazaltów), należących do północnego skrzydła niecki śródsudeckiej. Poniżej szczytu, na północno-wschodnim zboczu góry, wyrobisko górnicze kamieniołomu melafiru oraz zbiornik wodny w starym wyrobisku.
Wzniesienie z wyjątkiem małego wycinka na wschodnim zboczu, który do poziomu 720 m n.p.m. zajmuje łąka, w całości porośnięte jest lasem regla dolnego, który stanowi monokultura świerka.

## Turystyka
W pobliżu szczytu przechodzi szlak turystyczny:
- – zielony szlak graniczny z Tłumaczowa do przełęczy Okraj prowadzący południowo-zachodnim zboczem około 40 m poniżej szczytu.